# Gammarus oronticus
Gammarus oronticus is een vlokreeftensoort uit de familie van de Gammaridae. De wetenschappelijke naam van de soort is voor het eerst geldig gepubliceerd in 1979 door Alouf.